# Zbigniew Bródka
Zbigniew Bródka (n. 8 octombrie 1984, Głowno, Łódź Voivodeship⁠(d), Polonia) este un patinator de viteză ce a reprezentat Polonia, medaliat olimpic. A participat la 4 ediții ale Jocurilor Olimpice (2010, 2014, 2018, 2022) în care a câștigat o medalie de aur și o medalie de bronz.